# Латухин, Семён Филиппович
Семён Филиппович Латухин (01.07.1904 — 03.08.1967) — наводчик 76-мм орудия 1344-го стрелкового полка (319-я стрелковая Двинская Краснознамённая дивизия, 43-я армия, 3-й Белорусский фронт) младший сержант, участник Великой Отечественной войны, кавалер ордена Славы трёх степеней.

## Биография
Родился 1 июля 1904  года в городе Саратове. Русский.
Член КПСС с 1944 года. Образование начальное. Накануне войны работал слесарем в тресте «Водоканала» в Саратове.
В июне 1941 года был призван в Красную армию Кировским райвоенкоматом города Саратова. Был зачислен в формирующуюся в Саратовской области 350-ю стрелковую дивизию. Участвовал в боях на Западном фронте. В августе 1942 года дивизия попала в окружение. После выхода её частей к своим красноармеец Латухин значился пропавшим без вести. В дальнейшем воевал в зенитной артиллерии наводчиком, в апреле 1943 года был тяжело ранен.
После госпиталя летом 1943 года был зачислен в отдельный артиллерийский дивизион 32-й стрелковой бригады наводчиком 76-мм пушки. Участвовал в оборонительных боях на Северо-Западном фронте, на рубеже в районе деревни Гришино ныне Псковской области.
Отличился в первых же боях и получил первую боевую награду. Из наградного листа: «В боях на его счету уничтожено наблюдательный пункт противника, укрытие с боеприпасами, 2 блиндажа». Награждён медалью «За отвагу».
В октябре 1943 года бригада был обращена на формирование 319-й стрелковой дивизии. В её составе ефрейтор Латухин продолжил боевой путь наводчиком 76-мм пушки 1744-го стрелкового полка. В составе этого полка прошёл до конца войны. Воевал на 2-м Прибалтийском и 3-м Белорусском фронтах, участвовал в боях за освобождение Прибалтики, штурме Кёнигсберга (Калининграда). В 1944 году вступил в ВКП(б)/КПСС.
23 августа 1944 года в районе деревни Намкалнс (20 км севернее города Плявиняс, Латвия) ефрейтор Латухин прямой наводкой действуя из боевых порядков пехоты под постоянным огнём противника, уничтожил 2 огневые точки и 8 солдат противника, чем способствовал продвижению стрелковой роты.
Приказом по частям 319-й стрелковой дивизии от 17 сентября 1943 года (№70/н) ефрейтор Латухин Семён Филиппович награждён орденом Славы 3-й степени.
23–24 января 1945 года в наступательных боях за город Лабиау (Восточная Пруссия, ныне город Полесск Калининградской области) ефрейтор Латухин прямой наводкой подавил станковый пулемёт и уничтожил группу солдат врага, засевших в подвале одного из домов.
Приказом по войскам 43-й армии от 15 марта 1945 года (№ 73) ефрейтор Латухин Семён Филиппович награждён орденом Славы 2-й степени.
В апреле 1945 года при штурме города-крепости Кёнигсберг (Восточная Пруссия, ныне город Калининград) дивизия наступала со стороны Пиллау.
8 апреля при штурме форта № 6 «Королева Луиза» младший сержант Латухин уничтожил 3 пулемётные точки и 75-мм орудие прямой наводки. Был тяжело ранен в правую руку, но, оставшись один у орудия, продолжал вести огонь. При отражении контратаки противника подбил два самоходных орудия и два заставил отступить. Продолжал вести огонь из орудия, пока от близкого взрыва орудие не было разбито, а сам он получил несколько тяжёлых ранений и был эвакуирован в госпиталь.
Указом Президиума Верховного Совета СССР от 29 июня 1945 года младший сержант Латухин Семён Филиппович награждён орденом Славы 1-й степени. Стал полным кавалером ордена Славы.
Вернулся домой инвалидом 1-й группы. Только в 1952 году фронтовику был вручён последний боевой орден.
Жил в Саратове. Умер 3 августа 1967 года. Похоронен на Воскресенском кладбище г. Саратова.

## Награды
- Полный кавалер ордена Славы:
  - орден Славы I степени (29.06.1945)[3];
  - орден Славы II степени (15.03.1945)[4];
  - орден Славы III степени (17.09.1943)[5];
- медали, в том числе:
  - «За отвагу» (20.06.1943)[6]
  - «За победу над Германией» (9 мая 1945[7])
  - «За взятие Кёнигсберга» (9.6.1945)

## Память
- Его имя увековечено в Главном Храме Вооружённых сил России, и навсегда запечатлено на мемориале «Дорога памяти»